# Trachom
Trachom (z starořeckého „hrubé oko“) je infekční onemocnění oka a nejčastější světová příčina infekčního oslepnutí. Celosvětově trpí 84 milionů lidí aktivní infekcí a přibližně 8 milionů má v důsledku tohoto onemocnění poškozený zrak.

## Příčiny
Trachom je způsobován bakterií Chlamydia trachomatis a přenáší se přímým kontaktem se sekrety oka, nosu a krku postižených osob nebo kontaminovanými předměty, například ručníky nebo žínkami, které přišly do kontaktu s těmito sekrety. Nemoc mohou mechanicky přenášet také mouchy. Neléčené, opakované infekce trachomem vedou k entropiu (vychlípení víček) – bolestivé formě trvalé slepoty, kdy jsou víčka otočena dovnitř, takže řasy škrábou rohovku. Děti jsou k této infekci náchylnější, protože mají tendenci se snadno zašpinit, nicméně oslepnutí nebo vážnější příznaky se obvykle před dospělostí neobjevují.
Oslepující endemický trachom se vyskytuje v oblastech se špatnou úrovní osobní a rodinné hygieny. S rozšířením trachomu je nepřímo spjato mnoho faktorů, například nedostatek vody, absence toalet nebo latrín, obecná chudoba, mouchy, těsná blízkost dobytka, shromažďování lidí atd.. Ovšem konečnou běžnou cestou přenosu jsou špinavé obličeje u dětí, které napomáhají častému přenosu oční infekce z jednoho dítěte na jiné. Nejčastěji dochází k přenosu v rámci rodiny.